# باولو سوكولي
باولو سوكولي (بالألبانية: Paolo Sokoli‏) هو لاعب كرة قدم ألباني في مركز الدفاع، ولد في 29 مارس 1995 في Velipojë ‏ في ألبانيا. شارك مع منتخب ألبانيا تحت 17 سنة لكرة القدم ومنتخب ألبانيا تحت 19 سنة لكرة القدم ومنتخب ألبانيا تحت 21 سنة لكرة القدم. أما مع النوادي، فقد لعب مع نادي جنوى.

## وصلات خارجية
- باولو سوكولي على موقع قاعدة بيانات كرة القدم.إي يو (الإنجليزية)
- باولو سوكولي على موقع Soccerway.com (الإنجليزية)